# الرولة (قبيلة)
الرولة (المفرد رويلي) قبيلة عربية كبيرة من شمال شبه الجزيرة العربية والصحراء السورية، بما في ذلك الأردن.

## التاريخ
حتى ترسيم الحدود في الشرق الأوسط في أوائل القرن العشرين، كانت الرولة قبيلة محاربة بالكامل تقريبًا تتركز في منطقة الجوف ووادي السرحان في شمال شبه الجزيرة العربية، على الرغم من أن أراضيها القبلية امتدت جنوبًا حتى القصيم وشمالًا حتى دمشق. نشأت القبيلة في وقت ما في القرن السادس عشر، أو بعد ذلك بفترة وجيزة، وتنتمي إلى فرع ضانا مسلم من اتحاد قبائل عنزة الكبير. كانوا نشطين في الثورة العربية في عهد نوري بن هزاع الشعلان ضد السلطنة العثمانية خلال الحرب العالمية الأولى. زعامة القبيلة مع آل الشعلان، الذين أقاموا في العقود الأخيرة علاقات وثيقة مع الحكومة اللبنانية والعائلة المالكة السعودية. وقد استقر معظم أفراد القبيلة في حياة مستقرة أو حضرية في المملكة العربية السعودية والأردن وسوريا.